# Фудбалски савез Арубе
Фудбалски савез Арубе (хол. Arubaanse Voetbal Bond) (АВБ (AVB)) је главна фудбалска организација Арубе. Она организује фудбалску лигу и фудбалску репрезентацију Арубе. Куп такмичење нема.
Савез је основан 1932. године. Данас окупља око 50 клубова. У чланство ФИФА и КОНКАКАФ (Северно-средњоамеричке и карипске конфедерације) примљен је 1988.
Прволигашка такмичења организују се од 1960. године. Први победник била је екипа СВ Расинг клуб Аруба из Орањестада. Најуспешнији клуб је СВ Дакота из Орањестд са 15 освојених титула.
Прву међународну утакмицу Фудбалска репрезентација Арубе је одиграла 31. јула 1934. године против репрезентације Суринама која је завршила нерешено 1:1.
Боја дресова репрезентације је жута.